# Запрещение в служении
Запрещение в служении (также запрещение в священнослужении) — прещение (наказание) для клириков, состоящее в запрещении им совершать священнодействия.

## В Русской православной церкви
Современные правила Русской православной церкви предполагают, что запрещение в служении — мера временного наказания, но также используется как досудебная мера на время следствия. Рядовой клирик может быть запрещён указом епархиального архиерея, в котором должны быть указаны причина и церковно-правовое обоснование прещения.
Таинства, совершённые запрещённым клириком, считаются недействительными.
Единая база данных для обмена межъепархиальной информацией относительно запрещённых и заштатных клириков ведется управлением делами Московской Патриархии.

## В католицизме
Поскольку католицизм принимает доктрину, что священство полагается навечно, постоянное запрещение в служении является ближайшим эквивалентом православного извержения из сана. Однако, если такой священник совершит таинство, то оно полагается незаконным, но действительным (en:Valid but illicit).